# Compattificazione
In topologia una compattificazione è un processo mediante cui uno spazio topologico viene esteso in modo da renderlo compatto. Questa operazione può essere ottenuta con diversi metodi a seconda delle proprietà che vengono richieste per lo spazio compatto che si vuole ottenere; ciascun metodo di compattificazione porta generalmente ad ottenere spazi diversi a partire dal medesimo spazio iniziale. La compattificazione di uno spazio consente di utilizzare le numerose proprietà degli spazi compatti, da cui talvolta poi è possibile dedurre proprietà degli spazi di partenza.

## Tipi di compattificazione
Intuitivamente tutti i metodi di compattificazione sono basati sul principio di controllare la "fuga all'infinito" tipica degli spazi non compatti, per cui esiste sempre un ricoprimento aperto che non è possibile ricondurre ad un ricoprimento finito; le usuali tecniche di compattificazione controllano questa fuga aggiungendo opportunamente dei "punti all'infinito", immergendo lo spazio di partenza in un altro spazio compatto in modo da costituire un sottospazio denso.
Compattificazioni di particolare interesse sono quelle in cui lo spazio compatto che si ottiene è di Hausdorff; poiché ogni spazio compatto di Hausdorff è anche di Tychonoff e ogni sottospazio di uno spazio di Tychonoff è anch'esso di Tychonoff, segue che ogni spazio che possiede una compattificazione di Hausdorff deve essere di Tychonoff; inoltre, usando la compattificazione di Stone-Čech si dimostra anche l'inverso, ovvero che ogni spazio di Tychnoff possiede una compattificazione di Hausdorff.

### Compattificazione di Alexandroff
La compattificazione di Alexandroff è la più semplice forma di compattificazione di uno spazio topologico. È ottenuta aggiungendo allo spazio stesso un solo punto, detto punto all'infinito, e considerando come aperti tutti gli insiemi che contengono il punto all'infinito e il cui complementare è compatto.

### Compattificazione di Stone-Čech
Dato uno spazio topologico {\displaystyle X} di Tychonoff, la compattificazione di Stone-Čech {\displaystyle \beta X} è caratterizzata dalla proprietà universale per cui ogni funzione continua {\displaystyle f:X\rightarrow K} può essere estesa in un unico modo ad una funzione continua {\displaystyle {\bar {f}}:\beta X\rightarrow K}. Inoltre {\displaystyle \beta X} è anche il più grande spazio in cui è possibile estendere {\displaystyle f}; in questo senso la compattificazione di Stone-Čech è la compattificazione più grande possibile di un dato spazio, in contrapposizione a quella di Alexandroff, che è la più piccola possibile.

## Compattificazione della retta reale
La retta reale, con l'ordinaria topologia derivata dalla metrica euclidea, non è uno spazio compatto in quanto è illimitata; la compattificazione di Alexandroff della retta è ottenuta aggiungendo un punto all'infinito {\displaystyle \infty } che diventa il limite di qualunque successione reale che, in modulo, tende all'infinito.
Lo spazio compatto così ottenuto è omeomorfo alla circonferenza. L'omeomorfismo è ottenuto nella maniera seguente: fissata una origine sulla circonferenza, ogni altro punto della circonferenza è individuato dall'angolo al centro che ha come estremi il punto e l'origine, con la convenzione di esprimere gli angoli in radianti nell'intervallo aperto {\displaystyle (-\pi ,\pi )}; la corrispondenza
{\displaystyle {\begin{matrix}f:&C^{1}&\rightarrow &\mathbb {R} \\&\theta &\mapsto &\tan \theta \end{matrix}}}
è l'omeomorfismo cercato; essa mappa ogni punto della circonferenza in un punto della retta, tranne il punto corrispondente a {\displaystyle \theta ={\frac {\pi }{2}}}, per cui la funzione tangente non è definita, che è associato al punto all'infinito.
Intuitivamente questa compattificazione corrisponde ad "accorciare" la retta facendola coincidere con l'intervallo {\displaystyle ]-\pi ,\pi [}, quindi ad incollare gli estremi dell'intervallo stesso aggiungendo il punto all'infinito. Lo spazio ottenuto è inoltre omeomorfo allo spazio proiettivo {\displaystyle \mathbb {RP} ^{1}}
Un'altra compattificazione della retta si ottiene aggiungendo due punti all'infinito, {\displaystyle +\infty } e {\displaystyle -\infty }; lo spazio compatto che si ottiene in questo caso è omeomorfo all'intervallo chiuso {\displaystyle [-1,1]}.

## Spazi proiettivi e spazi euclidei
Come visto sopra, lo spazio proiettivo {\displaystyle \mathbb {RP} ^{1}} è la compattificazione della retta reale; più in generale, lo spazio proiettivo {\displaystyle \mathbb {RP} ^{n}} può essere visto come la compattificazione dello spazio euclideo {\displaystyle \mathbb {R} ^{n}}. La compattificazione si ottiene aggiungendo ad ogni direzione in {\displaystyle R^{n}}, identificata da una coppia di versori opposti, un punto all'infinito. Tranne che nel caso {\displaystyle n=1}, questa compattificazione non è di Alexandroff.
È anche possibile compattificare gli spazi complessi; la compattificazione di {\displaystyle \mathbb {C} } è lo spazio proiettivo complesso {\displaystyle \mathbb {CP} } che è identificabile con la sfera di Riemann.
L'utilizzo degli spazi proiettivi è molto frequente in geometria algebrica perché l'aggiunta dei punti all'infinito rende più semplice la formulazione di numerosi teoremi; ad esempio due rette non coincidenti nel piano proiettivo {\displaystyle \mathbb {RP} ^{2}} si intersecano sempre in un punto, a differenza delle rette parallele del piano euclideo.
Con le opportune precisazioni gli spazi proiettivi possono essere generalizzati anche agli anelli dotati di topologia: ad esempio il corpo dei quaternioni {\displaystyle \mathbb {H} } può essere compattificato tramite la sua retta proiettiva che è omeomorfa a {\displaystyle S^{4}}.